# Почаевская городская община
Почаевская городская община (укр. Почаївська міська громада) — территориальная община в Кременецком районе Тернопольской области Украины.
Административный центр — город Почаев.
Население составляет 17870 человек. Площадь — 217 км².
В соответствии с распоряжением Кабинета Министров Украины от 12 июня 2020 года, в состав общины вошла территория Почаевского городского совета, а также Будковского, Ледыховского, Лосятинского, Рыдомильского, Старопочаевского и Старотаражского сельских советов Кременецкого района.

## Населённые пункты
В состав общины входят 1 город и 11 сёл:
- Город Почаев
  - Затишье
- Будковский старостинский округ:
  - Будки
  - Валигуры
  - Комаровка
- Ледыховский старостинский округ:
  - Ледыхов
- Лосятинский старостинский округ:
  - Борщовка
  - Лосятин
- Рыдомильский старостинский округ:
  - Рыдомиль
- Старопочаевский старостинский округ:
  - Старый Почаев
- Старотаражский старостинский округ:
  - Комарин
  - Старый Тараж